# موت شاعرة (فلم)
موت شاعرة هو فيلم إسرائيلي في عام 2017، من إخراج وكتابة إفرات ميشوري ودانا غولدبرغ. أدوار البطولة في الفيلم كل من يفجينيا دودينا وسميرة سرايا. عُرض الفيلم لأول مرة في مهرجان القدس السينمائي 2017.